# Campionato sudamericano femminile di pallavolo 2007
Il XXVII campionato sudamericano femminile di pallavolo si è svolto dal 26 al 30 settembre 2007 a Rancagua e Santiago, in Cile. Al torneo hanno partecipato 8 squadre nazionali sudamericane e la vittoria finale è andata per la quindicesima volta, la settima consecutiva, al Brasile.

## Squadre partecipanti
- Argentina
- Brasile
- Cile
- Colombia
- Paraguay
- Perù
- Uruguay
- Venezuela

## Gironi
| Girone A                             | Girone B                   |
| ------------------------------------ | -------------------------- |
| Argentina Brasile Colombia Venezuela | Cile Paraguay Perù Uruguay |

## Fase finale

### Finali 1º e 3º posto
|  | Semifinali | Semifinali | Semifinali |      |         | Finale 1º/2º posto | Finale 1º/2º posto | Finale 1º/2º posto |  |
|  |            |            |            |      |         |                    |                    |                    |  |
|  | Perù       | Perù       | 3          |      |         |                    |                    |                    |  |
|  | Perù       | Perù       | 3          |      |         |                    |                    |                    |  |
|  | Venezuela  | Venezuela  | 0          |      |         |                    |                    |                    |  |
|  | Venezuela  | Venezuela  | 0          |      | Brasile | Brasile            | 3                  |                    |  |
|  |            |            |            |      | Brasile | Brasile            | 3                  |                    |  |
|  |            |            | Perù       | Perù | 0       |                    |                    |                    |  |
|  | Brasile    | Brasile    | Perù       | Perù | 0       | 3                  |                    |                    |  |
|  | Brasile    | Brasile    |            |      |         | 3                  |                    |                    |  |
|  | Uruguay    | Uruguay    | 0          |      |         | Finale 3º/4º posto | Finale 3º/4º posto | Finale 3º/4º posto |  |
|  | Uruguay    | Uruguay    | 0          |      |         |                    |                    |                    |  |
|  |            |            |            |      |         |                    |                    |                    |  |
|  |            |            |            |      |         | Venezuela          | Venezuela          | 3                  |  |
|  |            |            |            |      |         | Venezuela          | Venezuela          | 3                  |  |
|  |            |            |            |      |         | Uruguay            | Uruguay            | 0                  |  |

### Finali 5º e 7º posto
|  | Semifinali | Semifinali | Semifinali |          |           | Finale 5º/6º posto | Finale 5º/6º posto | Finale 5º/6º posto |  |
|  |            |            |            |          |           |                    |                    |                    |  |
|  | Argentina  | Argentina  | 3          |          |           |                    |                    |                    |  |
|  | Argentina  | Argentina  | 3          |          |           |                    |                    |                    |  |
|  | Paraguay   | Paraguay   | 0          |          |           |                    |                    |                    |  |
|  | Paraguay   | Paraguay   | 0          |          | Argentina | Argentina          | 3                  |                    |  |
|  |            |            |            |          | Argentina | Argentina          | 3                  |                    |  |
|  |            |            | Colombia   | Colombia | 0         |                    |                    |                    |  |
|  | Colombia   | Colombia   | Colombia   | Colombia | 0         | 3                  |                    |                    |  |
|  | Colombia   | Colombia   |            |          |           | 3                  |                    |                    |  |
|  | Cile       | Cile       | 0          |          |           | Finale 7º/8º posto | Finale 7º/8º posto | Finale 7º/8º posto |  |
|  | Cile       | Cile       | 0          |          |           |                    |                    |                    |  |
|  |            |            |            |          |           |                    |                    |                    |  |
|  |            |            |            |          |           | Cile               | Cile               | 3                  |  |
|  |            |            |            |          |           | Cile               | Cile               | 3                  |  |
|  |            |            |            |          |           | Paraguay           | Paraguay           | 1                  |  |

## Classifica finale
| Classifica | Squadre   | Qualificazione       |
| ---------- | --------- | -------------------- |
|            | Brasile   | Coppa del Mondo 2007 |
|            | Perù      | Coppa del Mondo 2007 |
|            | Venezuela |                      |
| 4          | Uruguay   |                      |
| 5          | Argentina |                      |
| 6          | Colombia  |                      |
| 7          | Cile      |                      |
| 8          | Paraguay  |                      |